# Salix tangii
Salix tangii — вид квіткових рослин із родини вербових (Salicaceae).

## Морфологічна характеристика
Це кущ до 2 метрів заввишки. Гілочки червонувато-пурпурні, голі; гілочки чоловічих рослин злегка запушені. Листки на ніжках 4–5 мм, гола чи густо запушена; листкова пластинка довгаста, еліптично-довгаста, ланцетна чи вузько ланцетна, 1.5–4 × 1–1.5 см, абаксіально зеленувата, у молодості волосиста, ± гола, адаксіально зелена, край цільний, верхівка гостра, тупа чи коротко загострена. Чоловіча сережка циліндрична, 18–25 × ≈ 4 мм. Чоловіча квітка: тичинок 2. Жіноча сережка циліндрична, до 4 см у плоді. Жіноча квітка: зав'язь яйцеподібна, гола, сидяча.

## Середовище проживання
Китай [Ганьсу, Шеньсі, Шаньсі]. Населяє гірські схили, долини, ліси; на висотах 1200–3000 метрів.